# Амитис (дочь Астиага)
Амитис Шахбану — была дочерью Астиага и возможной женой Кира II.

## Предыстория
По словам Ктесия, Аситаг после поражения от Кира II бежал с поля боя во дворец в Экбатану и был укрыт там Спитамой и его женой Амитис. Затем Кир II взял Спитама и его жену Амитис в заложники, чтобы выяснить, где находится Астиаг. Спитама сделал вид, что не знает местонахождения Астиага. Когда Кир II в гневе хотел приказать истязать обоих, то тогда Аситаг добровольно сдался. Кир II, влюбившись в Амитис, пощадил жизнь Астиага. Спитаму казнили за то, что он солгал Киру. Кир II придал роль Астиагу в качестве его отца для того, чтобы иметь возможность заключить брак с Амитис. С тех пор Астиаг считался отцом Кира II.
Амитис получила высший ранг в гареме Кира II и титул царицы-матери и вскоре после замужества родила сыновей Камбиса II и Бардию. Астиаг получил богатое поместье в Гиркании из-за своего почетного статуса. Но вскоре Амитис покончила с собой, убив Бардию ядом.
Согласно этому отчету, Камбису II должно было быть самое раннее 549 г. до н. э. и ему было всего одиннадцать лет, когда его провозгласили царем Вавилона. Клинописные документы отсутствуют, из-за чего историки сомневаются в информации.
Согласно Ксенофонту, не Амитис, а Мандана была дочерью Астиага, женой Камбиса I и матерью Кира II. Однако, по словам Ксенофонта, он и его мать пришли к его деду Астиагу, лишь когда ему исполнилось 13 лет.

## Список литературы
- Eduard Meyer: Amytis 2. In: Paulys Realencyclopädie der classischen Altertumswissenschaft (RE). Band I,2, Stuttgart 1894, Sp. 2014.
- Kurt Raaflaub: Anfänge politischen Denkens in der Antike — Die nahöstlichen Kulturen und die Griechen. Oldenbourg, München 1993, S. 308, ISBN 3-486-55993-1